# Fachministerkonferenzen der deutschen Länder
In den Konferenzen der Ministerpräsidenten und Fachminister arbeiten die 16 deutschen Länder im Rahmen ihrer eigenen Zuständigkeit zusammen. Im Unterschied zum Bundesrat sind diese Konferenzen keine Verfassungsorgane des Bundes und nicht an dessen Gesetzgebung beteiligt, sondern dienen ausschließlich der Selbstkoordinierung der Länder im so genannten kooperativen Föderalismus. Zum Teil nehmen die jeweiligen Bundesminister beratend an den Konferenzen teil. 
Die in der Regel einstimmig gefassten Beschlüsse der Konferenzen entfalten keine unmittelbaren Rechtswirkungen, sondern dokumentieren den gemeinsamen politischen Willen. Um dabei die Gesetzgebungskompetenzen des Bundesrats nicht zu beeinträchtigen, hat die Ministerpräsidentenkonferenz 1992 den Grundsatz beschlossen, dass eine Angelegenheit nicht in einer Fachministerkonferenz beraten werden darf, wenn sie Gegenstand von Beratungen des Bundesrats ist.
Während einige der Fachministerkonferenzen auf eine jahrzehntelange Tradition zurückblicken und zum Teil sogar älter sind als die Bundesrepublik, sind andere wie z. B. Gleichstellung, Integration oder Verbraucherschutz erst in jüngerer Zeit entstanden. Auch ihr jeweiliger Verwaltungsapparat ist unterschiedlich stark ausgeprägt: So unterhält etwa die Kultusministerkonferenz ein ständiges Sekretariat mit rund 200 Mitarbeitern, das jedoch neben der reinen Tagungsorganisation verschiedene länderübergreifende Serviceaufgaben erfüllt. Einige Konferenzen haben ihre ständige Geschäftsstelle beim Sekretariat des Bundesrates eingerichtet, in den übrigen Fällen wechselt die Geschäftsführung mit dem Vorsitz von Land zu Land. Der Wechsel erfolgt größtenteils jährlich (z. B. Agrar, Finanzen etc.), teilweise aber auch alle zwei Jahre (z. B. Bau, Verkehr etc.). 
Fachministerkonferenzen gibt es für alle Ministerien sowie als Konferenz der Ministerpräsidenten auch für die Regierungschefs der einzelnen Bundesländer. Zurzeit bestehen folgende ständige Konferenzen:
| Name                                                         | Kurzform | Gründungsjahr | Website |
| ------------------------------------------------------------ | -------- | ------------- | ------- |
| Ministerpräsidentenkonferenz                                 | MPK      | 1954          |         |
| Agrarministerkonferenz                                       | AMK      |               |         |
| Arbeits- und Sozialministerkonferenz                         | ASMK     | 1949          |         |
| Bauministerkonferenz                                         | ARGEBAU  | 1948          |         |
| Digitalministerkonferenz                                     | DMK      | 2024          |         |
| Energieministerkonferenz                                     | EnMK     | 2023          |         |
| Europaministerkonferenz                                      | EMK      | 1992          |         |
| Finanzministerkonferenz                                      | FMK      |               |         |
| Gesundheitsministerkonferenz                                 | GMK      | 1949          |         |
| Konferenz der Gleichstellungs- und Frauenminister der Länder | GFMK     | 1991          |         |
| Innenministerkonferenz                                       | IMK      | 1954          |         |
| Integrationsministerkonferenz                                | IntMK    | 2007          |         |
| Jugend- und Familienministerkonferenz                        | JFMK     |               |         |
| Justizministerkonferenz                                      | JUMIKO   |               |         |
| Kultusministerkonferenz                                      | KMK      | 1948          |         |
| Raumentwicklungsministerkonferenz                            | RMK      | 1967          |         |
| Sportministerkonferenz                                       | SMK      | 1977          |         |
| Umweltministerkonferenz                                      | UMK      | 1972          |         |
| Verbraucherschutzministerkonferenz                           | VSMK     | 2001          |         |
| Verkehrsministerkonferenz                                    | VMK      | 1949          |         |
| Wirtschaftsministerkonferenz                                 | WMK      |               |         |

Eine Sonderstellung genießt die Gemeinsame Wissenschaftskonferenz (GWK), die 2008 als Nachfolgerin der früheren Bund-Länder-Kommission für Bildungsplanung und Forschungsförderung (BLK) gegründet wurde. Während die vorgenannten Konferenzen freiwillige Koordinierungsgremien der Länder sind, beruht die GWK wie zuvor auch schon die BLK auf Art. 91b des Grundgesetzes sowie auf einem förmlichen Bund-Länder-Abkommen.